# Cerda
Cerda – miejscowość i gmina we Włoszech, w regionie Sycylia, w prowincji Palermo.
Według danych na rok 2004 gminę zamieszkiwało 5359 osób, 124,6 os./km².
W miejscowości jest stacja kolejowa Cerda.